# Stenetrium serratum
Stenetrium serratum là một loài chân đều trong họ Stenetriidae. Loài này được Hansen miêu tả khoa học năm 1905.